# Paratheresina
Paratheresina is een kevergeslacht uit de familie van de boktorren (Cerambycidae). De wetenschappelijke naam van het geslacht werd voor het eerst geldig gepubliceerd in 1975 door Breuning.

## Soorten
Paratheresina is monotypisch en omvat slechts de volgende soort:
- Paratheresina papuana Breuning, 1975